# Materie
Materie (über mittelhochdeutsch matërje von lateinisch materia = Stoff, Thema, Ursache, Substanz; ursprünglich materies = Holz, Stämme, Bauholz; verwandt mit lateinisch mater, ‚Mutter‘, und matrix) ist der Oberbegriff für alles, was Raum einnimmt und Masse besitzt. Es bezeichnet also die Substanz, aus der alle Dinge der Welt bestehen, unabhängig von ihrer Erscheinungsform. In der Alltagssprache wird der Ausdruck „Materie“ oft synonym mit „Material“ oder „Substanz“ benutzt, oder im Sinne von „Thema oder Gegenstand einer Untersuchung, einer Wissenschaftsrichtung oder eines Unterrichtsfachs“ („eine komplizierte Materie“). In der Lehre wird in diesem Zusammenhang auch von Lehrstoff gesprochen.
Der Begriff ist sehr allgemein, ihn näher zu bestimmen prägte die Physik und Philosophie seit ihren Ursprüngen. Grundsätzlich streiten sich Materialisten und Idealisten, ob der Materie ein Substrat entspricht, das ontologisch als Objekt oder Eigenschaft auffassbar ist und von anderen ontologischen Begriffen abgrenzbar ist, etwa von Geist, Form, Idee oder Transzendenz. In der Physik ist Materie heutzutage aus Elementarteilchen mit Spin {\displaystyle {\tfrac {1}{2}}} aufgebaut, also Quarks und Leptonen.

## Ausbildung des Materiebegriffs
Schon die Vorsokratiker waren auf der Suche nach einem Urstoff (arché), der allen anderen Dingen zugrunde liegt. Dazu dienten Gegenstände der sinnlichen Erfahrung, die aufgrund bestimmter Eigenschaften (weite Verbreitung, Wandlungsfähigkeit) dazu geeignet erschienen. Für Thales war dieser Urstoff das Wasser, für Anaximenes die Luft, für Heraklit das Feuer. Empedokles entwickelte eine Vier-Elemente-Lehre, die den genannten Stoffen noch die Erde hinzu fügte.
Es stellte sich deshalb die Frage, in welchem Verhältnis der Urstoff zu den Dingen der sinnlichen Erfahrung steht. Für Thales, Anaximenes und Heraklit entstand alles aus der Umwandlung der jeweiligen Urmaterie. Im Gegensatz dazu vertrat Parmenides als oberstes Prinzip die Unveränderlichkeit des Seienden. Empedokles Vier-Elemente-Lehre stellt dabei einen Mittelweg dar, der die Elemente selbst als unveränderlich ansieht, die sinnlich wahrnehmbaren Objekte jedoch als eine Mischung der Urstoffe. Veränderung ist demnach möglich, indem sich die Mischungsverhältnisse der vier Urstoffe ändern. Anaxagoras begründete eine ähnliche Mischungslehre, allerdings mit einer unendlichen Anzahl von Grundstoffen. Für Anaximander aber war die Grundsubstanz alles Gewordenen das Apeiron, ein einziger unbestimmter Grundstoff, der unbegrenzt vorhanden und unbegrenzt teilbar ist.
Demokrit und sein Lehrer Leukipp sahen die Materie nicht als unbegrenzt teilbar an, sondern als bestehend aus kleinsten Einheiten, den Atomen. Durch verschiedene Anordnungen ergeben ihre Atome alle anderen Dinge, bis hin zu den Sinneswahrnehmungen und der Seele. Demokrit und Leukipp gelten als die Begründer des auch in der Neuzeit sehr einflussreichen Atombegriffs.
Der Materiebegriff wurde auch als ein von den Dingen der Sinneserfahrung abstrahierter Begriff entwickelt. Platon und Aristoteles prägten mit Chora bzw. Hyle abstrakte Begriffe für einen Urstoff, aus dem durch Wirken einer Idee bzw. Einprägen einer Form alle sinnlich wahrnehmbaren Dinge hervorgehen bzw. für die Disposition von Gegenständen, durch Formen geprägt zu werden. Die aristotelische hyle wurde in Ciceros lateinischer Übersetzung zu materia und damit zu unserer Materie.
Außerhalb Europas entwickelten sich ähnliche Begriffe der Urmaterie, wie etwa die indischen Prakriti oder der chinesische Hun Dun. Der Daoismus entwickelte ebenfalls ein Modell der Elemente (Fünf-Elemente-Lehre).

## Materie als Gegenstück zur Idee bzw. Form
Platon entwickelt in seinem Dialog Timaios eine Vorstellung der Welt, in welcher der Demiurg, ein gütiger Schöpfergott, in die ungeordnete Materie, die Chora, eingreift, um daraus den Kosmos und alle Dinge zu formen. Der Demiurg orientiert sich dabei an der Ideenwelt und bildet alles Physische als Nachbildung der ewigen Ideen. Diese Beziehung zwischen den Dingen und den Ideen kommt z. B. in Platons Höhlengleichnis zum Ausdruck, in dem die scheinbar realen sinnlich wahrnehmbaren Dinge als bloße Schatten der Ideen, des wahren Seienden (ousia) begriffen werden. Aus der Chora entstehen durch das Eingreifen des Demiurgen die Elemente Erde, Wasser, Luft, Feuer sowie der Äther. Diese fünf Elemente haben die geometrische Form der fünf platonischen Körper und bilden die Grundlage für alle anderen Körper. Durch ihre geometrische Bestimmung wird es möglich, mathematische Beziehungen zwischen den Elementen und für ihre Kombination aufzustellen. Diese Vorstellung greift einigen späteren naturwissenschaftlichen Konzepten der Materie (Kristallographie, Symmetrien, Stereochemie) vor.
Aristoteles entwickelt eine ähnliche Zweiteilung zwischen dem Allgemeinen, der Form und dem, was geformt wird, der Materie (hylé). Aus geformter Materie entsteht Wirklichkeit (entelecheia), Materie ist in diesem Sinne die Möglichkeit (dynamis), geformt zu werden (siehe Akt und Potenz). Aristoteles beschreibt die Materie auch als logischen Prädikator („x ist Materie für y“), der einen hierarchischen Aufbau der Dinge vom Einfachen zum Komplexen ermöglicht. Dazu führte er die materia prima als ungeformten Urstoff ein, der durch Formung die materia secunda bildet. Diese materia secunda kann dann wiederum materia prima für ein Ding komplexerer Form sein und so fort. Dieses Prinzip findet sich bei den Alchemisten wieder, die die Umwandlung von Materie in höheren Formen anstrebten (Transformation), aber auch im modernen Weltbild der Physik.
Indem Aristoteles den Begriff der hylé jedoch zur Interpretation der Aussagen seiner Vorgänger verwendet, so auch der von Platon im Timaios, schreibt er diesen Aussagen zu, die den Unterschied zwischen deren Ansätzen, die in der Suche nach einem Grundstoff bestehen, und seinem Materiebegriff verwischen. Von den Vorsokratikern setzt er sich ab, indem er Materie nicht mehr als bestimmte Menge von vorgegebenen Grundelementen und Prozessen des Werdens und der Veränderung als deren quantitative Umschichtung betrachtet. Die Vorsokratiker haben durch diese Betrachtungsweise das Problem nur verschoben, weil die Frage nach der Entstehung der Grundelemente selbst offenbleibt. Materie ist für Aristoteles das, was durch Formen bestimmbar ist, und existiert also nicht unabhängig von ihrem Gegenstand.

## Materie als Gegenstück zum Geist (Bewusstsein)
Im Alltagsleben und in den meisten naturwissenschaftlichen Betrachtungen wird die Existenz der Materie nicht infrage gestellt, da sie beständig zu Sinneserfahrungen führt, sowohl unmittelbar als auch in Untersuchungen und Experimenten mithilfe technischer Hilfsmittel. Allerdings setzt eine solche Argumentation für die Existenz der Materie die Prämisse voraus, dass alles existiert, was in irgendeiner Form von uns Menschen beobachtet werden kann. Sowohl die Gültigkeit als auch die Notwendigkeit dieser Prämisse wurden in Zweifel gezogen. Außerdem wirft diese Betrachtung die Frage auf, in welchem Verhältnis der Betrachter selbst zur Materie steht, etwa ob er in gewisser Weise unabhängig von ihr existiert oder nicht. Dies führt auf den Begriff des Geistes, auf die Frage seiner Existenz und auf das Leib-Seele-Problem. Diese Fragen sind sehr grundlegend und die Antworten darauf begründen vollkommen unterschiedliche philosophische Schulen, die auch die naturwissenschaftlichen Begrifflichkeiten beeinflusst haben. Zu diesen Schulen gehören Dualisten, die Geist und Materie beide als existent ansehen, welche aber voneinander zu unterscheiden seien, und Monisten, die entweder nur die Materie oder nur den Geist als das Primäre und wahrhaft Existierende ansehen. Eine vermittelnde Position nimmt der Panpsychismus ein.
Anhänger des Materialismus setzen die Existenz der Materie voraus und sehen alles andere als ihre Erscheinungsformen, insbesondere auch die Sinneserfahrungen und den Geist. Demokrit wird als früher Anhänger dieser Richtung gesehen, im 18. Jahrhundert sind als bedeutende Vertreter La Mettrie und d’Holbach zu nennen. Diese Denkrichtung wurde im 19. Jahrhundert auch von Naturwissenschaftlern wie Carl Vogt oder Jakob Moleschott vorangetrieben. Laplace etwa entwickelte ein streng deterministisches Weltbild, in dem jegliche weitere Entwicklung exakt vorausberechenbar wäre, wenn man den Zustand der Welt zu einem bestimmten Zeitpunkt kennen würde (Laplacescher Dämon). Das Primat der Materie gegenüber dem Bewusstsein ist das Fundament (Siehe Grundfrage der Philosophie) des Materialismus als dialektischer und historischer Materialismus von Marx, Engels und Lenin.
Im Gegensatz dazu steht der Idealismus, der dem Geist eine primäre Existenz einräumt. Hierbei wird unterschieden, ob es sich um ein allgemeines geistiges Prinzip handelt (objektiver Idealismus) oder das konkrete Bewusstsein des Menschen (subjektiver Idealismus). Prägend für den subjektiven Idealismus ist Berkeleys Satz: „Esse est percipi“ (Existieren ist Wahrgenommenwerden). Verwandt mit dieser Denkrichtung sind auch die Strömungen des Konstruktivismus.
Im Dualismus schließlich werden sowohl Geist als auch Materie als unabhängig voneinander existierend anerkannt. Descartes löste auf diese Weise das Leib-Seele-Problem, indem er annahm, dass beide aufeinander einwirken können. Leibniz ging noch einen Schritt weiter und lehnte eine Interaktion zwischen Geist und Körper ab. Karl Popper und John Eccles gelten als moderne Vertreter des Dualismus.

## Materiebegriff in der Physik
In der Physik ist Materie der Oberbegriff für alle Beobachtungsgegenstände, die Masse besitzen.